# Nagaye Angu
Nagaye Angu (ang. Cape Negrais) – przylądek w Mjanmie, położony 193 km od indyjskiego terytorium związkowego Andamanów i Nikobarów.